# Alzheimer Disease and Associated Disorders
Alzheimer Disease and Associated Disorders è una rivista medica trimestrale sottoposta a revisione paritaria che pubblica ricerche originali e nuovi approcci alla diagnosi e al trattamento della malattia di Alzheimer e dei disturbi correlati.
Gli articoli pubblicati si concentrano sulla ricerca sugli esseri umani, fino a includere studi epidemiologici, studi clinici e studi sperimentali, studi sulla diagnosi e sui biomarcatori, nonché ricerche sugli effetti sulla salute delle persone affette da demenza.
La parte scientifica della rivista è integrata da articoli di revisione della letteratura attuale, concetti, congetture e ipotesi sulla demenza, brevi relazioni e lettere al redattore.